# Богату-Ромин
Богату-Ромин (рум. Bogatu Român) — село у повіті Сібіу в Румунії. Входить до складу комуни Пеука.
Село розташоване на відстані 241 км на північний захід від Бухареста, 27 км на північний захід від Сібіу, 91 км на південь від Клуж-Напоки, 135 км на захід від Брашова.

## Населення
За даними перепису населення 2002 року у селі проживали 616 осіб.
Національний склад населення села:
| Національність | Кількість осіб | Відсоток |
| -------------- | -------------- | -------- |
| румуни         | 603            | 97,9%    |
| цигани         | 11             | 1,8%     |

Рідною мовою назвали:
| Мова      | Кількість осіб | Відсоток |
| --------- | -------------- | -------- |
| румунська | 604            | 98,1%    |
| циганська | 11             | 1,8%     |